# Lorax (film)
Lorax (ang. The Lorax) – amerykański film animowany z 2012 roku na podstawie książki Dr. Seussa.

## Fabuła
Dwunastoletni Ted Wiggins mieszka w Chciakowie, otoczonym murami, w którym cała roślinność jest sztuczna. Ted zakochany jest w nastoletniej dziewczynie o imieniu Audrey i postanawia zaimponować jej przyniesieniem jej prawdziwego drzewa o którym dziewczyna marzy. Babcia Norma gdy ten pyta się przy stole o prawdziwe drzewa opowiada mu o Once-lerze, który według legend miejskich wie, co stało się z drzewami. Ted postanawia nielegalnie opuścić mury miasta i odkrywa, że świat zewnętrzny to jałowe, skażone brudem i zanieczyszczeniami pustkowie. Znajduje Once-lera, który podczas trzech wizyt opowiada Tedowi swoją historię, która jest ściśle powiązana z losem drzew. Za drugim razem, gdy Ted opuszcza miasto, spotyka chciwego burmistrza Chciakowa, O'Harę, którego firma sprzedaje tlen w butlach czerpiąc korzyści z zanieczyszczonego wokół powietrza. Wyjaśniając, że drzewa i wytwarzany przez nie tlen stanowią zagrożenie dla jego firmy, O'Hara zastrasza Teda, aby się nie wtrącał w czego nie rozumie, ale Ted nie poprzestaje odwiedzania Once-lera.
Once-ler opowiada, jak jako młody wynalazca postanowił wyruszyć w świat by znaleść idealny materiał do uszycia jego wynalazku ,,chciaka'' oraz udowodnić swojej rodzinie, że jest czegoś wart. Koniec końców przybył do bujnego lasu puszłasowych drzew. Po ścięciu drzewa stanął twarzą w twarz z pradawną istotą, Loraxem, określającym się „strażnikiem lasu”. Po próbie wypędzenia Once-lera, Lorax kazał mu obiecać, że nie będzie już wycinać więcej drzew, w przeciwnym razie wszystkie siły natury zwrócą się przeciwko niemu. Once-ler wykorzystał włókna ściętego drzewa do stworzenia pierwszego „chciaka”, dzianinowej odzieży o wielu zastosowaniach. Lorax razem z mieszkańcami lasu próbowali spławić Once-lera rzeką co zakończyło się niepowodzeniem. Gdy Lorax uratował Once-lera i Pipsqueaka przed wodospadem ten przyrzekł wszystkim stworzeniom w tym Loraxowi, że nie zetnie już więcej ani jednego drzewa. Once-ler następnego dnia wyjechał do miasta próbując sprzedać swój wynalazek jednak jego starania spełzły na niczym. Tak samo było następnego i następnego dnia aż w końcu w wyniku przypadku ku niezadowoleniu Loraxa jego produkt odniósł sukces. Przerabiał kępki puszłasu w sposób zrównoważony, dopóki nie przybyli jego pozbawieni skrupułów krewni i przekonali go, aby wznowił wycinanie drzew na olbrzymią skalę w celu przyspieszenia produkcji, co doprowadziło do potrojenia zysków, ale także wylesiania i zanieczyszczenia środowiska. Po ścięciu ostatniego puszłasowego drzewa, wyniszczony psychicznie sławą i bliskimi Once-ler został sam w wielkiej, nie działającej już fabryce chciaków, porzucony przez swoją rodzinę. Ponieważ dawny puszłasowy las był teraz niczym więcej niż cmentarzem swojej dawnej świetności, zwierzęta musiały poszukać nowego miejsca do życia i wyemigrowały, natomiast Lorax uniósł się do góry w stronę światła, pozostawiając stos kamieni z wyrytym słowem „JEŻELI".
Once-ler daje zszokowanemu historią Tedowi nową nadzieję dla ludzkości, ostatnie nasiono puszłasowego drzewa i każe mu je zasadzić w samym centrum Chciakowa by inni również zobaczyli jak tragiczna jest sytuacja za murami. Ted wraca do domu, aby zasiać ziarno, ale zostaje zauważony przez ogólnomiejski system monitoringu. Korzystając z pomocy Audrey i jego rodziny, Ted ucieka z nasionem do centrum miasta w celu zasadzenia go. O'Hara goni go i gdy docierają do centrum babcia Norma robi dziurę w plastikowej makiecie niszcząc przy tym złoty pomnik O'Hary, który gromadzi obywateli przeciwko Tedowi, twierdząc, że drzewa są niebezpieczne i brudne. Ted używa buldożera, aby zburzyć część murów miejskich, odsłaniając spustoszenie środowiska na zewnątrz i wygłasza przekonującą mowę. Zrozumiawszy tłum śpiewając piosenkę ,,Sadźmy je'' zwraca się przeciwko O'Harze, którego poplecznicy go wypędzają, i ziarno zostaje zasiane.
Z biegiem czasu ziemia zaczyna się regenerować. Wyrastają nowe drzewa, zwierzęta zaczynają wracać, a starszy Once-ler ponownie spotyka się z Loraxem. Film kończy się cytatem dr Seussa: „JEŻELI ktoś taki jak ty nie zacznie się naprawdę przejmować, nic się nigdy nie zmieni. Jego słowa”.